# Институт философии, социологии и права НАН РА
Институт философии, социологии и права Национальной академии наук Республики Армения, ИФСП НАН РА (арм. Հայաստանի Հանրապետության Գիտությունների ազգային ակադեմիայի փիլիսոփայության, սոցիոլոգիայի և իրավունքի ինստիտուտ, ՀՀ ԳԱԱ ՓՍԻԻ) — научный философский, социологический и юридический центр Армении, расположенный в Ереване.

## История
В 1944 году при Институте истории Академии наук Армянской ССР был создан Отдел философии, который в 1947 году был трансформирован в Отдел философии при президиуме АН Армянской ССР, вследствие создания отдельной исследовательской группы правоведов, переименованный в 1959 году в Отдел философии и права, на основе которого в 1969 году был создан Институт философии и права АН Армянской ССР.В 2003 году институт был переименован в Институт философии, социологии и права Национальной Академии наук Республики Армения.

## Направления деятельности
Основными научными направлениям деятельности ИФСП НАН РА являются:
- история армянской философии и эстетической мысли;
- теоретическая философия, логика и методология науки, теория культуры, социальная философия;
- социология и политология: проблемы социальных трансформаций в Армении; миграции населения и политического отчуждения; геополитическая ситуация в регионе;
- теория и история права Армении, феноменологические основы теории права, проблемы взаимоотношения права и безопасности.

### Научные отделы
В Институте действует пять отделов:
- Отдел истории армянской философии
- Отдел теоретической философии
- Отдел культорологии
- Отдел социологии
- Отдел государства и права
- Отдел политологии
- Отдел социальной философии

## Руководство
Научными руководителями и директорами Института в разные годы являлись:
- 1969 - 1973 — Товмасян Степан Суренович;
- 1973 - 1976 — Хачикян Яков Иванович;
- 1976 - 1992 — Товмасян Степан Суренович;
- 1992 - 1996 — Геворкян Гамлет Амбакумович;
- 1996 - 2019 — Погосян Геворг Арамович;
- 2019 - 2022 — Казанчян Лилит Арменовна;
- 2022 - н.в. — Ордуханян Эмиль Попикович.